# فاتوش سزر
فاتوش سزر (انگلیسی: Fatoş Sezer; ۳۱ ژانویهٔ ۱۹۵۸ – ۱ ژوئن ۲۰۱۱) بازیگر، و بازیگر سینما اهل ترکیه بود. وی بین سال‌های ۱۹۸۴ تا ۲۰۰۹ میلادی فعالیت می‌کرد.